# Santa Eulàlia de Ronçana
Santa Eulàlia de Ronçana – gmina w Hiszpanii, w prowincji Barcelona, w Katalonii, o powierzchni 13,97 km². W 2011 roku gmina liczyła 7009 mieszkańców.